# Braç mort

Desenvolupament d'un braç mort a partir d'un meandre

Un braç mort és un petit llac que es forma al revolt d'un meandre d'un riu quan aquest escurça el camí i l'abandona. Es forma en general quan el riu talla el coll d'un meandre per escurçar el seu curs, cosa que fa que l'antic curs quedi ràpidament bloquejat, i més tard separat de la llera. Si només es talla una corba, el llac format tindrà forma de mitja lluna, mentre que si queden més d'un revolt aïllats, el llac tindrà forma allargassada.
Un braç mort es forma quan un riu crea un meandre a causa de l'erosió sobre les vores a causa de l'acció hidràulica i l'abrasió corrosió. Després d'un llarg període aquest meandre es va corbant cada cop més, i amb el temps, finalment pot passar que el coll del meandre acabi tocant el costat oposat i el riu tall pel coll, separant el meandre que formarà el braç mort .
Quan un riu arriba a una zona de plana extensa, sovint al seu curs final fins al mar o cap a un llac, descriu nombrosos meandres. A les proximitats d'una corba del riu, els sediments es dipositen a la riba convexa (la riba de radi més petit). En contrast, tant l'erosió lateral com el tall inferior esdevenen al costat o la riba còncava (la riba de radi més ampli). La continua deposició a la riba convexa i l'erosió de la riba còncava causen la formació d'un meandre molt pronunciat, amb les dues ribes còncaves que es van aproximant. L'estret coll de terra entre les dues ribes veïnes còncaves finalment s'acaba tallant, bé per l'erosió lateral de les dues ribes còncaves o pels forts corrents d'una inundació. Quan això passa, es crea un nou canal fluvial més recte, que de seguida s'aprofundeix en discórrer més ràpid l'aigua menor perquè el recorregut és menor, i el llaç del meandre queda abandonat. Quan la deposició finalment segella la drecera del canal del riu, es forma el braç mort. Aquest procés té lloc al llarg del temps, amb una durada diferent, des de diversos anys a diverses dècades i de vegades pot ser essencialment estàtics.